# Крістіан Грей
Крістіан Томас Грей (англ. Christian Thomas Gray, нар. 29 листопада 1996) — новозеландський футболіст, який грає на позиції центрального захисника.

## Клубна кар'єра
Почав грати у футбол у Веллінгтонському коледжі у 2013 році. Влітку 2015 року він перейшов до молодіжної команди клубу «Окленд Сіті», але на дорослому рівні не грав.
На початку 2016 року він перейшов до «Вайтакере Юнайтед», де і дебютував 21 січня того ж року у Прем'єршипі у грі проти «ВейБОП Юнайтед» (0:4). У жовтні 2016 року він перейшов у «Гамільтон Вондерерз», а вже у січні наступного року потрапив у «Біркенгед Юнайтед»,
На початку 2018 року Грей повернувся у «Вайтакере Юнайтед», але провів за команду лише три матчі, тому вже влітку знову відправився у «Біркенгед Юнайтед», де грав до 2019 року.
У липні 2019 року Грец приєднався клубу «Істерн Сабарбс», з яким, зокрема, грав у пізніше скасованому сезоні Ліги чемпіонів ОФК 2020 року. З наступного сезону став виступати із клубом у новоствореній Національній лізі і був призначений капітаном наприкінці сезону.
На початку 2022 року він підписав контракт з чинними чемпіонами, клубом «Окленд Сіті» та виграв свій перший чемпіонат з ними в сезоні 2022 року, а потім повторно у 2024 році. Він також тричі вигравав Лігу чемпіонів ОФК з Оклендом.
У червні 2025 року Грей був включений до заявки команди на клубний чемпіонат світу 2025 року у США, який став для нього третім поспіль клубним «мундіалем» з командою. На турнірі 24 червня він забив гол у ворота аргентинської «Бока Хуніорс», чим приніс своїй команді нічию 1:1, і завдяки цьому був обраний гравцем матчу. Для «Окленд Сіті» це був перший непрограний матч на турнірі з 2014 року.

## Особисте життя
Крістіан є сином колишнього футболіста Роджера Грея та нетболістки Сандри Едж. Обидва вони виступали за національну збірну Нової Зеландії.
Крістіан є напівпрофесійним футболістом, тому також працює вчителем фізкультури в Окленді.

## Досягнення
- Чемпіонат Нової Зеландії:
  -  Чемпіон (2): 2022[9], 2024

- Ліга чемпіонів ОФК:
  -  Переможець (4): 2022[10], 2023, 2024, 2025